# Leytpodoctis oviger
Leytpodoctis oviger is een hooiwagen uit de familie Podoctidae.